# Boreoeuteris
Els boreoeuteris (Boreoeutheria) o boreoteris (Boreotheria) són un clade (magnordre) que està compost pels tàxons germans dels laurasiateris i els euarcontoglirs. Actualment està molt acceptat gràcies a les anàlisis comparatives de les seqüències d'ADN.

## Classificació
Classe Mammalia
- Clade Boreoeutheria
  - Grup III: Euarchontoglires
    - Superordre Euarchonta
      - Ordre Scandentia
      - Mirordre Primatomorpha
        - Ordre Dermoptera
        - Ordre Primates

    - Superordre Glires
      - Ordre Lagomorpha
      - Ordre Rodentia

  - Grup IV: Laurasiatheria
    - Ordre Eulipotyphla
    - Ordre Chiroptera
    - Ordre Artiodactyla
    - Ordre Perissodactyla
    - Ordre Pholidota
    - Ordre Carnivora

## Cladograma
Aquesta és la filogènesi d'acord amb les dades genètiques:
|  | Xenarthra  |
|  |            |
|  | Afrotheria |
|  |            |

|  | Laurasiatheria   |
|  |                  |
|  | Euarchontoglires |
|  |                  |

|  | Xenarthra  |
|  |            |
|  | Afrotheria |
|  |            |

|  | Laurasiatheria   |
|  |                  |
|  | Euarchontoglires |
|  |                  |